# Estradiol
Estradiol (E2 ili 17β-estradiol, takođe oestradiol) je seksualni hormon. Estradiol je predominantni seksualni hormone kod žena. On je isto tako prisutan kod muškaraca, kao proizvod metabolizma testosterona. On je glavni estrogen kod ljudi. Estradiol nema samo kritični uticaj na reproduktivno i seksualno funkcionisanje, nego utiče i na druge organe, među kojima su kosti.

## Sinteza
Estradiol, kao i drugi steroidi, je izveden iz holesterola. Nakon otklanjanja bočnog lanca i jutilizacije delta-5 puta ili delta-4 puta. Androstenedion je ključni intermedijar. Frakcija androstenediona se konvertuje u testosteron, koji zatim prelazi u estradiol posredstvom enzima aromataza. Jedan alternativni put je, aromatizovan androstenediona do estrona, koji se naknadno konvertuje u estradiol.

## Produkcija
Tokom reproduktivnih godina, najveći deo estradiola se kod žena proizvede u grandulosa ćelijama jajnika putem aromatizacije androstenediona (koji nastaje u theca folliculi ćelijama) do estrona, čemu sledi njegova konverzija do estradiola posredstvom 17β-hidroksisteroid dehidrogenaze. Manje količine estradiola se takođe proizvode u adrenalnom kortesu, i (kod muškaraca), u testisima.
Estradiol se ne proizvodi samo u gonadima. Kod oba pola, prekurzorni hormoni, specifično testosteron, se konvertuju aromatizacijom do estradiola. Konkretno, ćelije masnoće su aktivne u konvertovanju prekurzora do estradiola, i nastavljaju s radom čak i nakon menopauze. Estradiol se takođe proizvodi u mozgu i arterijskim zidovima.

## Mehanizam dejstva
Estradiol slobodno ulazi u ćelije i interaguje sa svojim receptorom u citoplazmi. Nakon što je estrogenski receptor veže svoj ligand, on ulazi u jedro gde reguliše transkripciju gena, što dovodi do formiranja informacione RNK. iRNK interaguje sa ribozomima koji proizvode specifične proteine.
Estradiol se vezuje za oba tipa estrogenskog receptora, ERα, i ERβ, što je kontrastu sa nekim drugim estrogenima, na primer lekovima koji preferentno dejstvuju na jedan od tih receptora. Ti lekovi se nazivaju selectivnim modulatorima estrogenskog receptora, ili SERM.
Estradiol je najpotentniji prirodni estrogen.

## Metabolizam
U plazmi se estradiol u veliko meri vezuje za seksualni hormon-vezujući globulin, kao i za albumin. Samo je frakcija od 2,21% (+/- 0.04%) slobodna i biološki aktivna. Ovaj procenat ostaje konstantan tokom menstrualnog ciklusa. Jedan oblik deaktivacije je konverzija u manje-aktivne estrogene kao što su estron i estriol. Estriol je jedan od glavnih urinarnih metabolita. Estradiol is konjuguje u jetri sa sulfatima, a i formira se glukuronid. U tom obliku se izlučuje putem bubrega. Neki od u vodi rastvornih konjugata se izlučuju putem žučne kanala, i delom su reapsorbovani nakon hidrolize iz intestinalnog trakta. Ova enterohepatička cirkulacija doprinosi održavanju nivoa estradiola.

## Dodatna slika
- Steroidogeneza